# Institut de cancérologie de l'Ouest
Pour les articles homonymes, voir ICO.
L'Institut de cancérologie de l'Ouest (ICO) est un centre régional de lutte contre le cancer de l'ouest de la France, réparti sur deux sites, à Angers (siège) et à Saint-Herblain.
Cette structure, dont le siège social est à Angers, est dirigée par le professeur Mario Campone.

## Origines
L'Institut de cancérologie de l'Ouest naît le 21 janvier 2011 de la fusion du centre René-Gauducheau de Saint-Herblain (situé près de l'Hôpital Guillaume-et-René-Laennec, dans la banlieue ouest de Nantes) et du centre Paul Papin d'Angers, situé au 15 rue André Bocquel depuis octobre 2015.

## Activités
Cette fusion en fait le premier centre de province et le troisième au niveau national, derrière l'institut Gustave-Roussy et l'institut Curie, pour le nombre de patients pris en charge — 45 000 prévus en 2015 — et les essais cliniques. En termes de radiothérapie, l'ICO devient le premier centre de France, avec une prévision de 80 000 séances par an. Il devrait également devenir le plus grand centre national de reconstruction mammaire.
L'ICO compte également de nombreuses équipes de recherche fondamentale, associées au CRCNA (Centre de Recherche contre le Cancer - Nantes, Angers) soutenues par l'INSERM. Les différentes équipes travaillent notamment sur des thématiques d'avenir dans le cadre de la prévention et du soin, avec par exemple (aperçu) :
- la mise au point de vaccins contre le cancer et l'immunorégulation et l'étude des stratégies visant à renforcer le système immunitaire contre le cancer (immunothérapie),
- la radiothérapie et ses applications et son amélioration,
- l'échappement tumoral face à la chimiothérapie et l'étude des méthodes visant à améliorer l'effet des traitements médicamenteux sur le cancer et inhiber la résistance tumorale
- la biopathologie et le séquençage, associés à des études de protéomique, pour caractériser les tumeurs, apprendre à les dépister précocement à partir de marqueurs moléculaires et prédire la réponse aux traitements pour chaque type de patient en fonction de son génome (oncopharmacogénétique),
- le développement de projets autour de la protonthérapie.

Les équipes de recherche fondamentale se concentrent essentiellement dans le cadre du cancer colorectal, du cancer du sein et de celui des ovaires, mais les applications sont beaucoup plus vastes, grâce aux multiples partenariats académiques dont dispose l'ICO à travers le monde.
En 2014, 1662 patients de l'ICO ont été inclus, avec consentement libre et éclairé, dans des études de recherche clinique.
L'institut de cancérologie de l'Ouest fait partie de la fédération nationale des centres de lutte contre le cancer regroupant les vingt centres français.

## Soins de support
Depuis plusieurs années, l'ICO propose à ses patients différentes activités et soins paramédicaux :
- L'Activité Physique Adaptée : animées par un Enseignant spécialisé, les séances donnent la possibilité aux patients dont l'accord du médecin oncologue le permet, de suivre différentes activités physiques adaptées à leur pathologie et/ou à la chirurgie qu'ils ont subie.
- La diététique : un accompagnement existe pour prendre en charge les patients qui sont en cours de traitement, pour pallier la dénutrition principalement.
- L'onco-socio-esthétique : une personne est présente pour accompagner les patients et patientes dans l'acceptation de leur corps avant, pendant et après la maladie. Elle propose des soins pour limiter l'impact négatif des traitements au niveau de l'apparence (perte de cheveu, perte de cils, perte de poils ...)

## Projets
À la suite de l'annonce du regroupement de l'Hôtel-Dieu de Nantes et de l'hôpital Laennec sur l'île de Nantes, le centre René-Gauducheau réfléchit sur l'opportunité de son éventuel transfert à proximité de ce nouveau site du CHU de Nantes. Des associations d'usagers manifestent à cette occasion leur désaccord avec ce déménagement en créant une pétition en septembre 2017,.
En février 2019 l'ICO obtient du tribunal de commerce de Nantes l'autorisation de reprendre la Clinique Urologique de Saint Herblain accompagné de plusieurs partenaires. Ce projet vise essentiellement à garantir des soins chirurgicaux en urologie carcinologique, sans dépassement d’honoraires.

## Parrainages
L'astronaute Jean-Loup Chrétien est un parrain de l'Institut de cancérologie de l'Ouest.

## Coordonnées des lieux mentionnés
1. ↑  Centre René-Gauducheau : 47° 14′ 15″ N, 1° 38′ 16″ O
2. ↑  Centre Paul Papin : 47° 17′ 25″ N, 0° 19′ 55″ E